# NGC 305
NGC 305 là một khoảnh sao trong chòm sao Song Ngư, được phát hiện vào ngày 17 tháng 10 năm 1825 bởi nhà thiên văn học người Anh John Herschel.
Không rõ các ngôi sao có liên quan với nhau hay không, nhưng thành viên sáng nhất, TYC 608-677-2, là một ngôi sao theo trình tự chính của G3V cách xa 1330 ± 400 năm ánh sáng, với chuyển động thích hợp là 13,8 ± 2,0 mas / năm, hoặc 26,7 ± 4,0 km / s so với Mặt trời.